# Доња Велешња
Доња Велешња је насељено место у општини Доњи Кукурузари, у Банији, Република Хрватска.

## Историја
Доња Велешња се од распада Југославије до августа 1995. године налазила у Републици Српској Крајини. До територијалне реорганизације у Хрватској насеље се налазило у саставу бивше велике општине Костајница.

## Становништво
На попису становништва 2011. године, Доња Велешња је имала 261 становника.

## Попис 1991.
На попису становништва 1991. године, насељено место Доња Велешња је имало 443 становника, следећег националног састава:
| Попис 1991.‍  | Попис 1991.‍  | Попис 1991.‍ | Попис 1991.‍ | Попис 1991.‍ |
| ------------ | ------------ | ----------- | ----------- | ----------- |
|              |              |             |             |             |
| Срби         | Срби         |             | 376         | 84,87%      |
| Хрвати       | Хрвати       |             | 48          | 10,83%      |
| Југословени  | Југословени  |             | 10          | 2,25%       |
| Руси         | Руси         |             | 1           | 0,22%       |
| неопредељени | неопредељени |             | 5           | 1,12%       |
| непознато    | непознато    |             | 3           | 0,67%       |
| укупно: 443  |              |             |             |             |